# 12 + 1
12 + 1 (también titulada The Thirteen Chairs), conocida en Italia como Una su 13 y en España como ¿Cuál de las 13?, es una comedia de 1969 dirigida por Nicolas Gessner y Luciano Lucignani y protagonizada por Sharon Tate y Vittorio Gassman, contando con la participación, entre otros, de Orson Welles, Vittorio De Sica y Tim Brooke-Taylor. El largometraje está basado en la novela de 1928 Las doce sillas, obra satírica de los autores soviéticos Ilf y Petrov.
Existen dos versiones de esta película: la versión en lengua inglesa  y la versión italiana, con diferencias en cuanto a banda sonora, tomas, montaje, créditos y al menos uno de los miembros del reparto.

## Sinopsis
Mario Beretti (Vittorio Gassman) es un joven barbero italoestadounidense cuyo precario negocio se halla ubicado junto a unas obras en Nueva York. Su vida cambia cuando se entera del fallecimiento en Inglaterra de su tía Laura, quien lo ha nombrado su único heredero. Tras llegar al Reino Unido, Mario descubre que la herencia se compone únicamente de trece sillas antiguas. Para costear su regreso a Estados Unidos, Mario vende las sillas a una tienda de antigüedades, pero poco después encuentra una carta de su tía en la que esta le informa de que en el interior de una de ellas se halla escondida una fortuna en joyas. Para cuando Mario trata de recuperarlas, las sillas ya han sido revendidas. Con la ayuda de Pat (Sharon Tate), quien trabaja en la tienda de antigüedades y conoce el destino de cada una de ellas, Mario emprenderá un viaje que lo llevará por Londres, París y Roma, donde ambos conocerán a diversos personajes, como Jackie (Tim Brooke-Taylor), un hombre afeminado que tratará de robarles el botín; Albert (Terry-Thomas), un conductor de un camión de mudanzas; Judy (Mylène Demongeot), una prostituta; Maurice (Orson Welles), el dueño de un decadente teatro ambulante; Carlo Di Seta (Vittorio De Sica), un rico hombre de negocios; y Stefanella (Ottavia Piccolo), la pícara hija de Carlo.

## Reparto
| Actor             | Personaje          |
| ----------------- | ------------------ |
| Vittorio Gassman  | Mario Beretti      |
| Sharon Tate       | Pat                |
| Orson Welles      | Maurice Markau     |
| Vittorio De Sica  | Carlo Di Seta      |
| Tim Brooke-Taylor | Jackie             |
| Terry-Thomas      | Albert             |
| Mylène Demongeot  | Judy               |
| Ottavia Piccolo   | Stefanella Di Seta |
| Claude Berthy     | Francois           |
| Catana Cayetano   | Veronique          |
| Grégoire Aslan    | Psiquiatra         |
| John Steiner      | Stanley Duncan     |
| William Rushton   | Lionel Bennett     |
| Lionel Jeffries   | Randomhouse        |
| Marzio Margine    | Pasqualino         |
| Alfred Thomas     | Mbama              |
| Antonio Altoviti  | Greenwood          |
| Michele Borelli   | Rosy               |

## Producción

### Rodaje

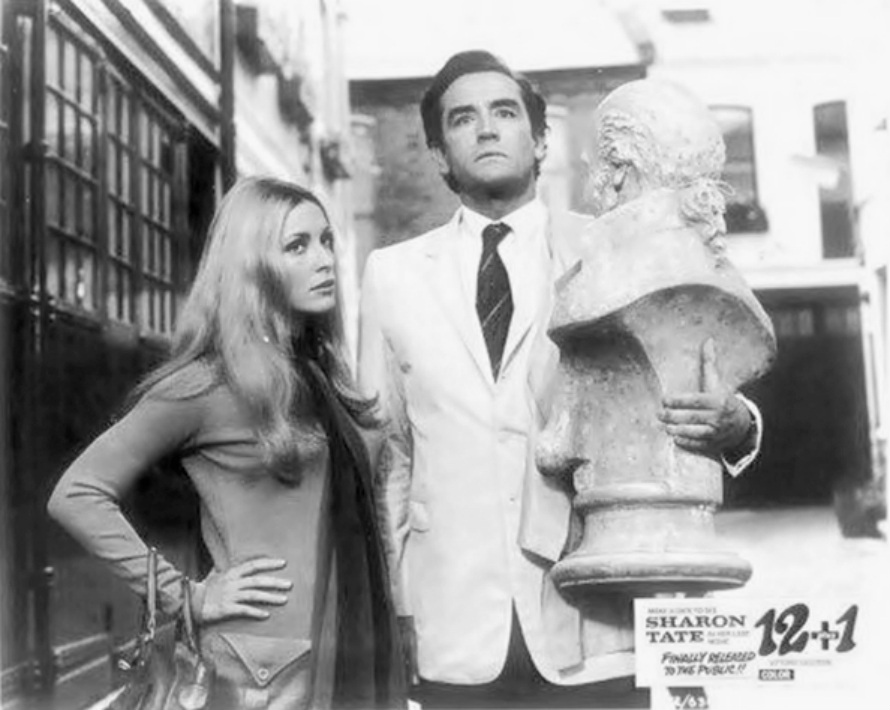
Sharon Tate y Vittorio Gassman en una imagen promocional de la película

El rodaje, el cual se llevó a cabo con todos los actores hablando inglés pese a la diversidad de nacionalidades, tuvo lugar desde febrero hasta finales de mayo de 1969, menos de tres meses antes del asesinato de Sharon Tate, estando la actriz embarazada de casi seis meses al término de la filmación y habiendo llegado a Italia, donde se llevó a cabo parte del rodaje, el 24 de marzo, con aproximadamente cuatro meses de gestación. Debido a que en el guion figuraban varias escenas en las que Tate debía aparecer semidesnuda, se dispuso que dichas escenas fuesen filmadas en primer lugar. A medida que el rodaje y el embarazo de la actriz progresaban, el director la vestía con ropa holgada, fulares largos y bolsos grandes, además de emplearse ángulos de cámara destinados a disimular el vientre de Tate, quien sufrió náuseas matutinas durante la mayor parte de la filmación así como hinchazón en los pies, por lo que solía permanecer sentada entre cada toma. De hecho, su esposo, el director de cine Roman Polanski, había tratado de convencerla de abandonar la película poco antes del inicio del rodaje. Gessner había escogido a Tate para el papel nada más verla durante una visita a Polanski en su apartamento situado en 95 West Eaton Place Mews, en Londres. Tras el fin del rodaje, y antes de que la película fuese montada, tanto Gessner como Polanski recomendaron a Tate dar a luz en Suiza al igual que había hecho la actriz Sophia Loren el año anterior, a lo que Tate se negó debido a su deseo de tener a su hijo en Estados Unidos.
Terry-Thomas describió a la actriz en su autobiografía Terry-Thomas Tells Tales como «natural» ante la cámara, recordándola como agradable e inteligente y mencionando no haber sido capaz de ver la película terminada. Por otro lado, el actor Christopher Jones sostuvo haber mantenido un romance con Tate tras conocerla en Roma a finales de marzo de 1969 mientras trabajaba en la película Brief Season, habiendo sido ambos presentados por Rudy Altobelli, con quien la actriz había viajado a Europa desde Los Ángeles. Altobelli era representante de Jones y propietario del 10050 Cielo Drive, donde vivían Tate y Polanski.
Por su parte, Orson Welles y Tim Brooke-Taylor filmaron sus escenas durante un descanso en el rodaje de la comedia inconclusa de Welles One Man Band. Brooke-Taylor declaró:

Fui a rodar a Cinecittà y estaba en la oficina del productor. Ed Pope estaba al teléfono intentando persuadir a Orson para hacer la película. Estaba revisando una lista del elenco, grandes nombres pero a Orson no le gustaban. Eventualmente Mr Pope llegó a mi nombre. Pope no tenía idea de quién era y preguntó dónde podría estar. Levanté nerviosamente la mano y me dieron el teléfono con el susurro «Haz que lo haga». Se ordenó una limusina para mí para reunirme con Orson en un café en la Via Veneto. Las primeras palabras de Orson fueron «Esto es un montón de basura». Tenía razón en parte pero yo seguí señalando las cosas buenas ya que quería desesperadamente que lo hiciera. Estuvimos de acuerdo en reescribir completamente sus escenas.

Originalmente él iba a ser un mago, pero reescribimos la escena con él como un actor [...] haciendo Dr Jekyll y Mr Hyde. Rodamos la mayor parte en un cine en Roma y algo en el Players' Theatre en Londres. Fueron tomas nocturnas en Roma. Orson se irritaba con frecuencia con el director y me pedía tomar el relevo. Normalmente tomaba una bebida o dos y yo me encontraba gritando «Ve allí gran puf gordo». Se detenía, miraba y entonces sonreía y volvía a hacer lo que le pedía. Él sabía que él y yo estábamos en el mismo lado. No es una gran película, pero yo pensé que era maravilloso y fantástico trabajar con él.

Cuando regresé a Londres aún teníamos algo que filmar para su proyecto de TV. Cuando no estuve de acuerdo con algo él dijo «Solo porque has estado en una película B no significa que lo sepas todo ahora». Sonrió y dijo «Perdón, quise decir una película A» recordando que él estaba también en ella. No volví a verle después de eso. Pero siempre tuve los mejores recuerdos de trabajar con un hombre realmente genial.

### Localizaciones
Respecto a las localizaciones empleadas en la filmación, la barbería de Mario estaba ubicada en un edificio actualmente demolido situado en 76 East 57th Street, en Nueva York. En cuanto a Inglaterra, la tienda de antigüedades estaba ubicada en Market Place, Lavenham (Suffolk), mientras que el hotel en el que se hospedan los protagonistas es el Stafford Hotel, en Londres; también se rodaron escenas en Cornwall Gardens, Duke Street y Hyde Park. Respecto a Italia, se filmaron escenas en el aeropuerto de Roma-Fiumicino, en el puerto de Civitavecchia, en Villa Torrigiani, y en el Palacio Ossoli Soderini y la adyacente Piazza della Quercia.

### Incidencias

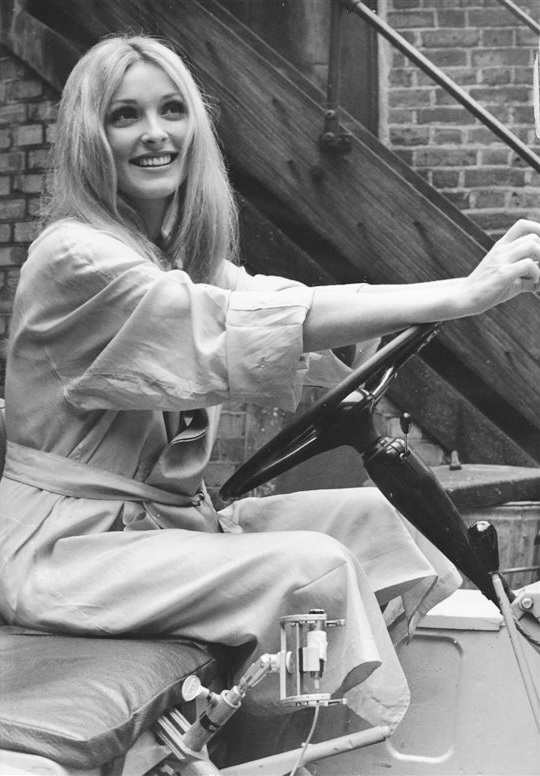
Sharon Tate durante el rodaje de la película

El filme estuvo plagado de incidencias e infortunios durante y después del rodaje, el cual tenía inicialmente una duración programada de seis semanas en Roma seguido de un mes de posproducción en Londres, siendo un mes la duración prevista para los ensayos antes del inicio de la filmación y terminando Tate de sonorizar la película la segunda semana de julio. El largometraje, originalmente titulado Thirteen (Trece), fue renombrado a 12 + 1 por razones supersticiosas; Tate había comentado durante la filmación que su primera película, Eye of the Devil (1966), había sido titulada inicialmente 13 y que en aquel entonces había deseado que esa no fuese su primera y última película. Durante el rodaje, antes del cambio de título, ocurrieron varios contratiempos además del embarazo de Tate: Gassman contrajo hepatitis viral, lo que le obligó a ausentarse de la filmación durante 40 días; varios cámaras resultaron heridos cuando un actor pisó accidentalmente el acelerador de su vehículo y los atropelló; una actriz se rompió la mandíbula a causa de una caída por las escaleras y un asistente de dirección sufrió un ataque al corazón, siendo uno de los incidentes más escabrosos el que se produjo cuando apareció flotando el cuerpo decapitado de un hombre durante la filmación de una escena en el puerto de Civitavecchia. Por otro lado, como dato anecdótico, durante el rodaje de una secuencia en el aeropuerto de Roma-Fiumicino en la cual aparecía Tate, Polanski, quien había viajado a Italia para sorprender a su esposa y se hallaba en el aeropuerto en ese momento, no pudo verla a causa de la reciente pérdida de su pasaporte en Río de Janeiro, permaneciendo retenido en las instalaciones un día entero por los funcionarios de inmigración antes de ser embarcado en un vuelo a Londres.
Poco después de terminar el rodaje de la película, la madrugada del 9 de agosto de 1969, Tate y otras cuatro personas fueron asesinadas por seguidores de la secta fundada por Charles Manson, lo que provocó una gran conmoción en Hollywood. La víspera de que Tate y Altobelli volasen a Europa, el 23 de marzo, Manson había acudido a la casa donde se cometieron los crímenes en busca del productor musical Terry Melcher, llegando la actriz a verlo por un instante (al día siguiente, durante el vuelo, ambos mantuvieron una conversación sobre lo ocurrido en la cual Tate se refirió a Manson como un «tipo de aspecto espeluznante»). A consecuencia de los asesinatos, Claude Giroux, productor del filme, declaró durante el estreno de la película Ternos Caçadores en el Festival de Cine de Londres el 28 de noviembre de 1969 que, salvo que los asesinos de Tate fuesen detenidos, no estrenaría el largometraje hasta abril de 1970, si bien la película ya llevaba en los cines italianos aproximadamente un mes:

Si los asesinos son descubiertos entonces la película se terminará [...] Es una comedia, y, seamos sinceros, nadie quiere ver una comedia cuando la estrella ha sido eliminada en un drama de la vida real.

Dos días después, el 1 de diciembre de 1969, el Departamento de Policía de Los Ángeles anunció una serie de detenciones relacionadas con el asesinato de Tate, estrenándose finalmente la película en Estados Unidos el 1 de mayo de 1970, aunque en Suecia no lo sería hasta septiembre de 1980, mientras que en Australia nunca llegaría a proyectarse en cines, siendo comercializada en formato doméstico en 1985. Algunas escenas de la película se proyectaron en el 30.º Festival Internacional de Cine de Venecia el 3 de septiembre de 1969 en homenaje a Tate, mientras que el largometraje, pese al asesinato de la actriz, se estrenó en Italia el 7 de octubre de ese año. 
En respuesta al impacto provocado por su muerte, Tate, a quien le habían ofrecido $125 000 por su participación en la película, obtuvo la posición más destacada en toda la publicidad relativa a la misma y fue acreditada como actriz principal (distinción que debería haber correspondido a Gassman), ocurriendo algo similar con otros de sus largometrajes, los cuales se proyectaron poco después de su asesinato con el nombre de Tate claramente visible en las marquesinas de los cines, destacando por encima de los nombres de otros miembros del reparto con papeles de igual o mayor importancia.

## Versiones
Existen dos versiones de la película: la versión en lengua inglesa (comúnmente conocida con el título The Thirteen Chairs) y la versión italiana (más conocida bajo el título 12 + 1). Cada una de ellas presenta diversas diferencias, como por ejemplo tomas iniciales y finales diferentes, ya que el actor Lionel Jeffries, quien interpreta al personaje que informa a Mario del deceso de su tía en la versión en lengua inglesa y aparece únicamente al comienzo y al final del largometraje, es reemplazado por otro actor en la versión italiana. Del mismo modo, tanto los créditos iniciales como finales de la versión en lengua inglesa muestran nombres y empresas no acreditados en la versión italiana y viceversa. Las diferencias entre ambas se extienden también al montaje y, más notablemente, a la banda sonora, con una música en tono burlesco para la versión italiana y una melodía influenciada por el estilo Swinging London para la versión en lengua inglesa.

## Recepción y legado
Según la edición del 6 de noviembre de 1969 del periódico Il Popolo:

[...] Junto a Sharon Tate figuran Vittorio Gassman, Vittorio De Sica y Orson Welles: con un reparto así, el éxito de la película está garantizado.

En la edición del 16 de noviembre de 1969 Il Giorno afirmaba lo siguiente:

[...] Comedia de persecución, confiada a una farsa de grano grueso, sazonada aquí con especias eróticas baratas, vale la pena por el catastrófico episodio de Orson Welles, aquí en el papel de Markan, capocomico  de un teatro de terror. Para un Gassman atléticamente descuidado hace de compañera, en su última interpretación, antes de la tragedia, la bella Sharon Tate, mujer floreciente y actriz en crisálida.

La Stampa publicó en su edición del 24 de diciembre de 1969:

Las últimas imágenes de Sharon Tate, delgada y tal vez a punto de ascender como actriz, provienen de la comedia en color Una su 13. Son impresiones relativas porque la película, una producción franco-italiana con un director por nacionalidad (Nicolas Gessner y Luciano Lucignani), no es ideal para examinar las cualidades reales de una intérprete conocida hasta ahora sobre todo por su atractivo. Se trata de una historia de persecución realizada sin demasiadas sutilezas, pero con un excelente ritmo cómico anticuado. Un barbero italoestadounidense llega a Europa para tomar posesión de la modesta herencia de una pariente lejana. Parece soñar cuando se entera de que, metido en uno de los trece sillones que acaba de vender, se oculta un tesoro fabuloso (cosas de 100 millones o más, la prosperidad para toda la vida). La caza de la preciosa silla explota, complicada por la presencia de una hermosa chica entrometida y el manejo de una familia corrupta de nobles italianos, quienes en la vida solo ven sexo. La parte más divertida es la secuencia del Teatro Grand Guìgnol con un espléndido dueto entre histriones de clase, Orson Welles y Vittorio Gassman. Este último, en la parte del protagonista, da a veces la impresión de descansar. Sabemos cómo van a terminar estas cosas: el legado se desvanece y los huérfanos de Santa Rosalía se benefician de ello.

El libro Lexikon des internationalen Films realizó la siguiente crítica:

Otra variación de la novela picaresca rusa, preparada en diferentes episodios. En definitiva, una comedia turbulenta con gags divertidos, pero no sin clichés y extensiones.

Por su parte, el publicista Dirk Jasper hizo el siguiente comentario acerca de la película:

El tema de la búsqueda de la silla con contenido valioso (Trece Sillas, Alemania, 1938, dirigida por E. W. Emo, con Heinz Rühmann y Hans Moser; Doce Sillas, Estados Unidos, 1970, dirigida por Mel Brooks, con Ron Moody y Frank Langella) en una forma ligeramente modificada, pero sigue siendo una variante divertida y entretenida. Nicolas Gessner (La Chica al Final de la Calle) escenificó una comedia de ritmo rápido en la que las persecuciones turbulentas, la confusión grotesca y los deliciosos gags no se detienen. La película también tiene un elenco extremadamente atractivo. Vittorio Gassman y Sharon Tate desempeñan los papeles principales con evidente placer y entusiasmo cómico. Los papeles secundarios son con Orson Welles, Terry-Thomas, Mylène Demongeot y Vittorio De Sica. Welles, en particular, ofrece un número brillante [...]

En referencia a varios aspectos relacionados con el largometraje, como el número 13, asociado en algunas culturas a la mala suerte; el número 6, vinculado al Diablo; y la escena final de la película, donde casualmente el personaje de Mario aparece luciendo un aspecto similar al de Charles Manson (lo que provocó que en algunos casos dicha escena fuese editada), el autor Simon Wells escribió:

...es simplemente raro. La última película de Sharon Tate: Las Trece Sillas - rodada solo seis meses antes de su diabólico final. La secuencia de créditos finales: no diré nada más que solo verla. Hablad acerca de profecías espeluznantes terminado «Fin». Me sorprende que esto no se haya resaltado antes. Muy extraño.

Pese a las críticas positivas (aunque el filme sería calificado también de vacuo, absurdo y estúpido), la película resultó ser un fracaso en taquilla. De hecho, el que este sea uno de los largometrajes más desconocidos de Tate ha llevado a que en años recientes varios fanes hayan demandado mediante una petición online una edición oficial en DVD del filme en lengua inglesa con imagen restaurada. Por otro lado, se hace una breve mención de esta película en el largometraje The Haunting of Sharon Tate (2019).

## Formato doméstico
La versión en lengua inglesa resulta prácticamente imposible de conseguir en la actualidad. Fue comercializada por vez primera en formato VHS en Estados Unidos en 1986 por Force Video con el título The 13 Chairs, aunque solo estaba disponible mediante alquiler, siendo vendida al año siguiente en el mismo formato por parte de Continental Video, quien la puso en el mercado bajo el título 12 + 1. Respecto a la versión italiana, 01 Distribution lanzó la película en formato DVD en Italia el 12 de marzo de 2008; al tratarse de la versión italiana, esta edición carece de audio en inglés, no incluyendo tampoco subtítulos en dicho idioma. En España, el filme fue comercializado en formato Super-8, VHS y DVD, aunque con el metraje incompleto. Por su parte, la banda sonora de ambas versiones fue publicada en formato CD el 8 de febrero de 2012.